# Георги Тасев
 Тази статия е за българския революционер от Мокрени.  За българския революционер от Драготин вижте Георги Тасев (Драготин).  
Вижте пояснителната страница за други личности с името Тасев.
Георги Тасев, наречен Реджо, е български революционер, деец на Вътрешната македоно-одринска революционна организация.

## Биография
Роден е в костурското село Мокрени, тогава в Османската империя, днес Варико, Гърция. Влиза във ВМОРО. По време на Илинденско-Преображенското въстание е войвода на Мокренската чета. Загива на 18 август 1903 година заедно със 17 четници в сражение с войска и башибозук в местността Лeсковица в планината Върбица, Костурско.